# Geografía de Puerto Rico
Puerto Rico es un archipiélago localizado entre el océano Atlántico del Norte y el mar Caribe, al este de La Española, oeste de la Islas Vírgenes, norte de Venezuela y sur de la fosa de Puerto Rico, el punto más profundo en todo el Atlántico. El archipiélago está formado por la isla principal del mismo nombre de Puerto Rico y otras 142 islas, islotes y cayos, entre los que se encuentran las islas de Vieques, Culebra, Mona, Desecheo, Caja de Muertos y Palomino. Como la más pequeña y oriental de las Antillas Mayores, la isla principal de Puerto Rico mide de largo unos 178 kilómetros (110 millas terrestres; 96 millas náuticas) y de ancho unos 65 kilómetros (40 millas terrestres; 35 millas náuticas). Con una superficie de tierra y aguas costeras interiores de 9100 kilómetros cuadrados (3513 millas cuadradas), está es la 4.ª isla más grande del Caribe, la 81.ª isla más grande del mundo y el 175.° país o territorio más grande del mundo.
Separadas geológicamente de la Antilla Mayor de La Española por el canal de la Mona, y del arco insular de las Antillas Menores por el canal de la Anegada, la isla principal de Puerto Rico, las Islas Vírgenes Españolas de Vieques y Culebra, las Islas Vírgenes Británicas y las Islas Vírgenes de los Estados Unidos, excepto la isla más meridional de Saint Croix, se encuentran en la misma plataforma continental, el Banco de Puerto Rico, entre la fosa de Puerto Rico en el océano Atlántico Norte y el mar Caribe noreste.
Aproximadamente 60 % montañosa, la isla tiene tres cadenas montañosas: la Sierra de Cayey en el sureste, la Sierra de Luquillo en el noreste y la Cordillera Central en la región central y occidental. El punto de elevación más alta en Puerto Rico, Cerro de Punta, con 4389 pies (1338 m), se encuentra en la Cordillera Central mientras que Pico El Yunque, unos de los picos más populares en Puerto Rico, localizado en la Sierra de Luquillo en el Bosque nacional El Yunque, tiene una elevación máxima de 3540 pies (1080 m).

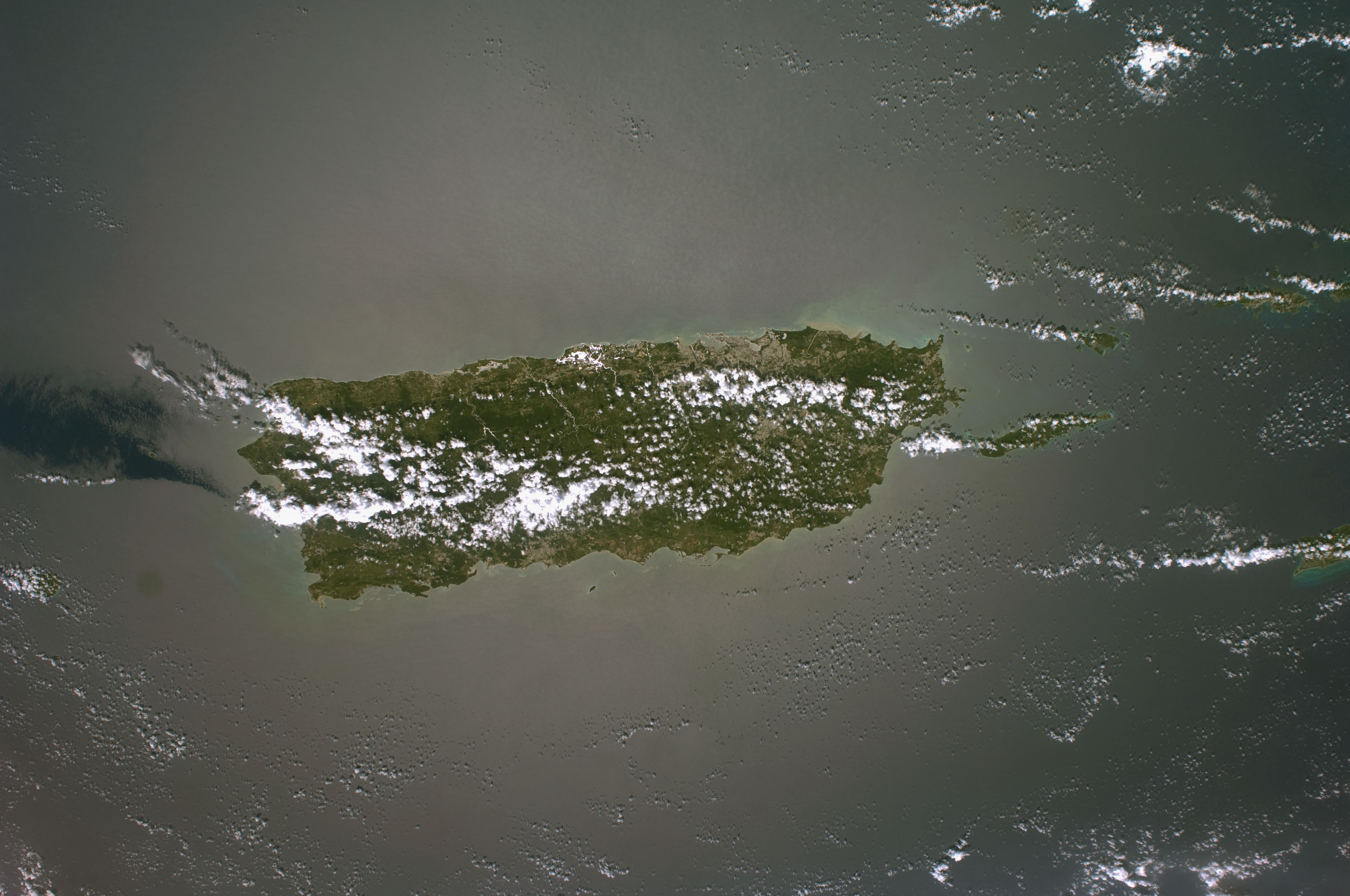
Imagen satelital de Puerto Rico

La isla tiene siete valles: Valle de Caguas, Valle de Yabucoa, Valle de Lajas, Valle de Añasco, Valle de Coloso y Culebrinas, Valle del Río Cibuco y Valle del Río Guanajibo, y dos llanuras costeras: una que se extiende a lo largo de la costa norte y la otra a lo largo de la costa sur. La capital San Juan y área metropolitana principal se encuentran en la llanura costera del norte en el noreste. También tiene una formación cárstica extensa en su región noroeste central llamada Cinturón del Carso Norteño y dos batolitos prominentes, uno al sureste en San Lorenzo y el otro al centro oeste en Utuado. La isla cuenta con 47 ríos principales y 26 embalses, lagunas o lagos, entre los que se encuentra Laguna Grande de Fajardo, una de tres bahías bioluminiscentes en el archipiélago de Puerto Rico localizada en el extremo noreste.

## Relieve

Regiones geomórficas de Puerto Rico. El amarillo marca la región costera, el azul la región cárstica y el verde el interior montañoso; esta última es la región más grande de la isla.

El 40 % de la isla está cubierta de montañas, siendo las principales la Cordillera Central (divide a la isla en dos partes), la Sierra de Luquillo y la Sierra de Cayey. Otro 34 % está cubierto por lomas y el 26 % restante lo ocupan llanuras, principalmente en la región costera del norte. La parte más elevada de la isla se halla en el Cerro Punta, en la Cordillera Central, con una altura de 1339 metros. A poca distancia de la costa norte, y paralela a ella, la fosa de Puerto Rico es la más profunda del océano Atlántico con 9129 metros bajo el nivel del mar. Puerto Rico es uno de los países más interesantes del mundo para el estudio de los suelos. Es así porque en una extensión de solo 9100 km² se encuentran casi todos los grandes grupos de suelos del planeta: 115 series y 352 tipos y fases.
La costa norte (Atlántico) es húmeda y verde. La costa sur (mar Caribe) es propicia para los cactus, yucas y el maguey, que crecen en un paisaje semidesértico. Hacia el noroeste el terreno se caracteriza por sus colinas verdes, grutas y barrancos. El sistema cárstico del Río Camuy es uno de los más extensos del hemisferio. En el suroeste los manglares han creado un singular sistema de canales.
Puerto Rico cuenta con parques nacionales los cuales muchos son forestales y otras seis a punto de ser declaradas. El más importante es el Bosque Nacional El Yunque. Antiguamente cubría un área más extensa que la actual, 113 km². Algo más de 180 pulgadas de agua de lluvia se registran en El Yunque cada año, creando una frondosa selva, hábitat de numerosas especies de plantas y árboles. El Bosque de Guajataca, con decenas de senderos, y el Bosque Nacional de Guánica, bosque seco con gran número de especies de aves, son otras reservas importantes. Los mayores atractivos solían ofrecen las dos bahías bioluminiscentes: en La Parguera y en la isla-municipio de Vieques. Hoy día la bahía bioluminiscente de La Parguera ha ido perdiendo su luminosidad debido a la contaminación producida por la gran cantidad de embarcaciones navegando en el área. Otra bahía luminiscente que se está volviendo popular es la del municipio de Fajardo, la cual, al navegarse de noche en kayak, ofrece una de las mejores experiencias luminiscentes en la isla. También al noreste de la isla se encuentra parte del llamado Triángulo de las Bermudas.

## Hidrografía

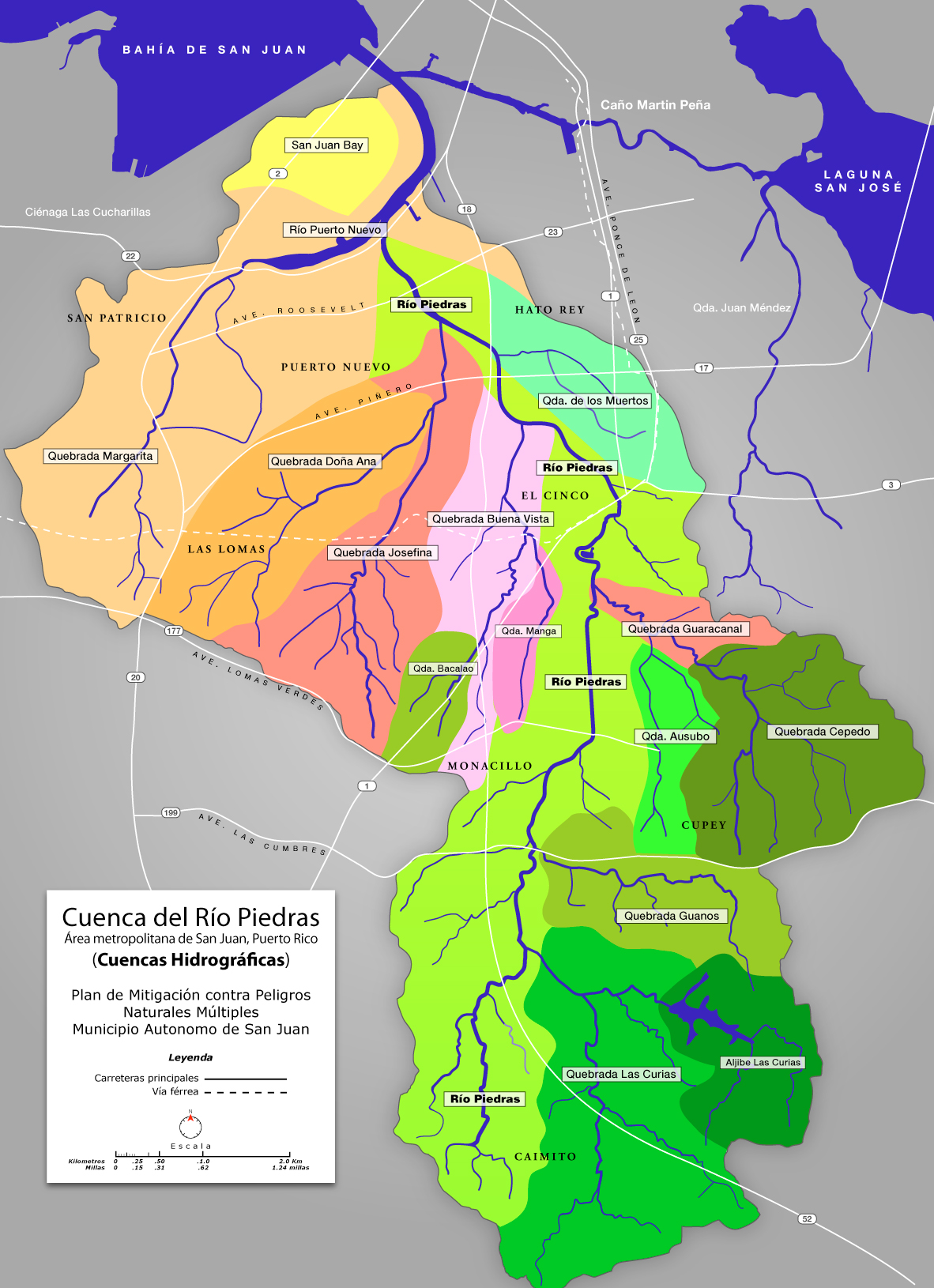
Plano actual de las cuencas hidrográficas de la cuenca del río Piedras

Los ríos de la vertiente norte son caudalosos; los de la vertiente sur cortos y con fuertes estiajes. La mayoría de los ríos de Puerto Rico desembocan en embalses rodeados de exuberante vegetación tropical. Entre los ríos más importantes están:
- Río La Plata - Es el más largo (97 kilómetros) pero no es el más caudaloso. Nace en el cerro La Santa (municipio de Cayey) y desemboca en el Atlántico, en la jurisdicción de Dorado. Cruza los municipios de Cayey, Guayama (donde queda represado y forma el lago Carite) Cidra, Aibonito, Barranquitas, Comerío (donde se ubican los embalses más antiguos de la Isla, Comerío1 y Comerío2), Naranjito, Bayamón, Toa Alta (donde se ubica la represa del Lago La Plata), Toa Baja y Dorado. Sus tributarios principales son los ríos: Guavate, Matón, Usabón, Hondo, Arroyata, Cuesta Arriba, Guadiana, Cañas, Mucarabones y Lajas.
- Río Guajataca - Nace en una región montañosa a pocos kilómetros al sur de Lares. Tras recorrer 41 km desemboca en el Atlántico, entre Isabela y Quebradillas. Forma el embalse de Guajataca.
- Río Camuy - 35 kilómetros de longitud; pertenece a la vertiente norte del Atlántico. Pasa por los municipios de Camuy, Hatillo, Lares y Utuado. Al este de Lares forma un cañón estrecho que finaliza en el sumidero Blue Hole, donde se hace subterráneo. Llega después al sumidero Espiral y a 200 metros al noroeste discurre otros 100 a través del sumidero Tres Pueblos para hacerse subterráneo de nuevo hasta el sumidero Empalme. Tras 800 metros de recorrido subterráneo su cauce reaparece al norte.
- Río Bayamón - Nace al sureste de Cidra en el barrio Beatriz y desemboca en la bahía de San Juan. Sus 41 kilómetros de longitud cruzan los municipios de Cidra, Aguas Buenas, Bayamón, Guaynabo, Toa Baja y Cataño. Forma el lago de Cidra y la represa de San Juan. Entre sus tributarios están los ríos: Sabana, Minillas, Guaynabo y Hondo. Este río en la actualidad no desemboca en la Bahía de San Juan como lo hacía originalmente, pues fue canalizado con el río Hondo formando cauces gemelos y desagua en la Ensenada de Boca Vieja al noreste de Toa Baja para disminuir el problema de inundaciones en Bayamón y Cataño.
- Río Grande de Arecibo - El Abacoa de los taínos se origina por la unión de los ríos Vacas y Cidra, a 2 kilómetros al noroeste de Adjuntas. Desemboca en la bahía de Arecibo tras recorrer 52.8 km. Pasa por los municipios de Adjuntas, Utuado y Arecibo; y forma los embalses de Adjuntas y Dos Bocas. Sus tributarios son los ríos: Vacas, Cidra, Saltillo, Pellejas, Roncador, Viví, Caguana, Caonillas, Jauca, Grande de Jayuya, Saliente, Caricaboa, Zamas, Limón, Yunes, y Tanama.

Otros ríos son:
- Río Grande de Manatí (40.2 km; pasa por Barranquitas (Puerto Rico), Naranjito, Corozal, Morovis, Orocovis, Ciales, Barceloneta y Manatí.
- Cibuco (35.1 km; pasa por Corozal, Vega Alta y Vega Baja), Puerto Nuevo.
- Río Piedras (16 km; geografía de Río Piedras), también conocido como el río Puerto Nuevo, río Piedras es el nombre correcto según la Agencia de Protección Ambiental de los Estados Unidos y por el Servicio de Conservación de Recursos Naturales del Departamento de Agricultura de los Estados Unidos.[15]

- Río Puerto Nuevo (16 km; otro nombre para el río Piedras, cambio no oficial por el gobierno local con la anexión del municipio de Río Piedras al municipio de San Juan en 1951. En el sector de Puerto Nuevo (1 km) se lo conoce como Canal Puerto Nuevo.)
- Río Grande de Loíza (64 km; pasa por San Lorenzo, Caguas, Gurabo, Trujillo Alto, Carolina, Canóvanas y Loíza; forma el embalse de Loíza)
- Espíritu Santo (19.2 km; cruza por Río Grande y forma un área rica en vida marina de gran belleza natural por la exuberancia de sus manglares).
- Río Grande de Patillas (después del embalse de Patillas desemboca en el mar Caribe. En su curso queda el Charco Azul, charca natural de agua cristalina) Tiene su nacimiento al norte del Barrio Mulas en la sierra de Cayey del municipio de Patillas a una altitud de 690 metros (2263 pies) sobre el nivel del mar. Este río corre hacia el sur por 14.6 km hasta descargar en el lago Patillas y luego 8 km más hasta desembocar en el mar Caribe al sur de Puerto Rico. En el curso de este río está Charco Azul, piscina natural de montaña con agua cristalina, de un tamaño de 15 x 7 metros aproximadamente. Forma el lago Patillas, el cual está localizado dentro de los límites de los Barrios Jagual, Marín y Cacao Alto del municipio de Patillas.[16]

- Río de Coamo (30.4 km; pasa por Coamo (Puerto Rico) y Santa Isabel; forma el embalse de Coamo)
- Río Yagüez (20.8 km; nace cerca de Maricao; desemboca en el canal de la Mona)
- Río Culebrinas (54 km; desemboca en la costa de Aguada; es célebre por haber fondeado, cerca de su delta, Cristóbal Colón en su segundo viaje)
- Río Grande de Añasco (64 km; desemboca en la costa oeste, en el Canal de la Mona; en este río murió ahogado por los indios Diego Salcedo).

## Topografía

Mapa topográfico de Puerto Rico (1952)

Puerto Rico es en su mayoría montañoso, con grandes áreas costeras en el norte y el sur. La cordillera principal se llama Cordillera Central. La elevación más alta de Puerto Rico, Cerro de Punta 4393 pies (1339 m),se encuentra en este rango. Otro pico importante es El Yunque, el segundo pico más alto de la Sierra de Luquillo en el Bosque nacional El Yunque, con una elevación de 3494 pies (1065 m).

### Geología
Puerto Rico está compuesto por rocas Cretáceas a Eoceno volcánicas y plutónicas, que están superpuestas por rocas del Oligoceno más jóvenes y rocas carbonatadas y sedimentarias más recientes. La mayoría de las cavernas y la topografía kárstica de la isla se producen en el  Oligoceno del norte a carbonatos recientes. Las rocas más antiguas tienen aproximadamente 190 millones de años (Jurásico) y se encuentran en Sierra Bermeja en la parte suroeste de la isla. Estas rocas pueden representar parte de la corteza oceánica y se cree que provienen del Océano Pacífico. 
Puerto Rico se encuentra en la frontera entre el las placas tectónicas del Caribe y América del Norte. Esto significa que actualmente se está deformando por las tensiones tectónica causadas por la interacción de estas placas. Estas tensiones pueden causar terremotos y tsunamis. Estos eventos sísmicos, junto con los deslizamientos de tierra, representan una geoamenaza peligrosa en la isla. El terremoto grande más reciente ocurrió el 11 de octubre de 1918, con un movimiento sísmico estimado en 7.5 en la escala de magnitud de momento.Se originó frente a la costa de Aguadilla y fue acompañado por un tsunami.
A unas 75 millas (120,7 km) al norte de Puerto Rico, en el Océano Atlántico, en el límite entre las placas del Caribe y América del Norte, se encuentra la Fosa de Puerto Rico, la más grande y profunda del Atlántico. La zanja tiene 1090 millas (1754,2 km) de largo y unas 60,3 millas (97 km) de ancho. En su punto más profundo, llamado la Depresión Milwaukee, tiene 27 493 pies (8,4 km) de profundidad, o alrededor de 5,21 millas (8,4 km).

### Montañas
Los picos más altos de Puerto Rico son:
Ubicación:
| - Cerro Punta (1338 m) Jayuya. - Monte Jayuya (1310 m) Jayuya-Ponce - Monte Rosa (1267 m) Ciales-Jayuya - Cerro Piedra Blanca (1240 m) Jayuya - Los Tres Picachos (1205 m) Ciales-Jayuya - Monte Guilarte (1204 m) Adjuntas - Cerro Saliente (1190 m) Jayuya - Cerro Maravilla (1183 m) Jayuya-Ciales - Cerro Silla de Calderón (1150 m) Adjuntas - Monte Membrillo (1100 m) Yauco - Cerro Bolo (1080 m) Orocovis - Cerro Mogote (1079 m) Orocovis - Cerro de Doña Juana (1078 m) Villalba - El Toro (1074 m) Las Piedras - El Yunque (1065 m) Río Grande - Pico del Este (1051 m) Naguabo-Ceiba - Cerrote de Peñuelas (1044 m) Peñuelas - Cerro Garrote (1040 m) Peñuelas - Pico El Cacique (1020 m) Río Grande | - Cerro Morales (988 m) Utuado - Cerro El Gigante (970 m) Adjuntas - Cerro Cabras (962 m) Orocovis - Cerro Taita (950 m) Orocovis - Cerro La Torrecilla (943 m) Barranquitas - Monte Britton (941 m) Río Grande - Cerro Novillo (939 m) Adjuntas - Cerro Prieto (938 m) Utuado - Cerro Malo (920 m) Orocovis - Cerro La Mina (920 m) Naguabo - Cerro La Santa (903 m) Cayey - Cerro Pio (901 m) Orocovis - Cerro La Tabla (890 m) Guayama - Pico El Rodadero (889 m) Yauco - Tetas de Cerro Gordo (883 m) Maricao - Tetas de Cayey (862 m) Salinas-Aibonito - Cerro Magoyo (860 m) Jayuya - Cerro Pulguillas (844 m) Coamo - Monte El Gato (840 m) Cayey - Cerro De Perico (240 m) Camuy |  |

## Climatología

### Temperatura
Puerto Rico ofrece un clima tropical más agradable que otros países caribeños por la influencia de los cercanos vientos alisios que empujan las nubes y refrescan el aire. La temperatura, sin grandes variaciones anuales, registra un promedio diurno de 24 a 27 °C (75.2 a 80.6 °F), descendiendo por las noches en las zonas de montaña. En los lugares de altura mayor de 1000 metros (3280 pies) el clima puede cambiar a templado o subtropical de altura, como sucede en lugares como Jayuya, Adjuntas y Maricao donde hay bosques de pino y temperaturas hasta ~10 °C (~20 °F) más bajas que en la ciudad de San Juan. Sin embargo, en el verano la temperatura puede sentirse cerca de los 38.5 °C (100 °F). En el verano del 2009, se han sentido calores de hasta 40.5 °C (105 °F).
Las temperaturas más bajas se registran en la Represa el Guineo. El promedio en esta región es de 19.45 °C (67 °F). En Adjuntas normalmente se registran temperaturas bajas de entre 10 °C (50 °F) y 16 °C (60 °F) en invierno. La temperatura más baja registrada es de 4,4 °C (40 °F) y se ha registrado en tres municipios: Aibonito, Corozal y Adjuntas. Muchos estadounidenses visitan la isla en el invierno escapando del frío. En el área metropolitana de San Juan la temperatura en ocasiones baja hasta a 21 °C (70 °F) en la noche y en el día no mayor de 26 °C (80 °F), esto en diciembre, enero y febrero. Marzo es el mejor mes para disfrutar el clima de la isla, no hace frío ni mucho calor y este es el mes más seco en Puerto Rico, en San Juan ha habido marzos donde han caído solo trazas de lluvia. El clima cómodo dura 3 meses y el calor 9 meses. Las estaciones del año no se marcan mucho pero sí un poco: el verano es húmedo y caluroso; el otoño es muy lluvioso, algunos árboles como el roble y el almendro empiezan a mudar hojas; el invierno es más fresco y seco en comparación al verano y en primavera todos los árboles florecen y un sinnúmero de flores aparecen en los bosques y la ciudad.
Los Índices de Rayos Ultravioletas Índice UV, se mantienen altos durante todo el año llegando a índices extremos (11+) durante la mitad del año y bajando a un máximo de 6 a 7 durante el invierno. Durante el verano, en promedio la salida del sol es a las 05:30 y la puesta a las 19:10. Durante el invierno el Sol Sale cerca de las 07:00 y se oculta a las cerca de las 17:45 de la tarde.

### Precipitación
El sol luce casi siempre y las lluvias son esporádicas, aunque cuando se presentan lo hacen con la fuerza de las tormentas tropicales y las fuertes tormentas eléctricas que se desarrollan en el verano y primavera. De diciembre a abril son los meses más secos y de mayo a septiembre los más lluviosos (verano). El promedio anual de precipitaciones ronda los 1780 mm, aunque los alisios del Noreste en ocasiones arrastran grandes nubes que descargan al chocar con la serranía. En La Perla la media es de 3400 mm. Las lluvias del norte contrastan con la sequía del sur, donde suele pasar meses y meses sin llover. Aunque el buen clima predomina durante todo el año, la mayor parte de visitantes se registran en los meses de diciembre a abril, meses que podrían considerarse temporada alta, aunque durante el verano también hay gran afluencia de visitantes.

### Huracanes
La temporada oficial de huracanes se extiende entre el 1 de junio y el 30 de noviembre. Sin embargo, agosto y septiembre son los meses de mayor actividad en el océano Atlántico, con el 75 % de los huracanes habiéndose desarrollado en estos meses.
Entre los huracanes más fuertes se destacan:
- San Ciriaco (7 de agosto de 1899)
- San Felipe (13 de septiembre de 1928)
- San Nicolás (10 de septiembre de 1931)
- San Ciprián (26 de septiembre de 1932)
- Santa Clara o Betsy (11 de agosto de 1956)
- Federico (4 de septiembre de 1979)
- Hugo (18 de septiembre de 1989)
- Hortense (9 de septiembre de 1996)
- Georges (21 de septiembre de 1998)
- Jeanne (15 de septiembre de 2004)
- Irene (21 de agosto de 2011)
- Irma (5 de septiembre de 2017)
- María (20 de septiembre de 2017)

San Ciriaco, uno de los huracanes más destructivos, causó la muerte a 3693 personas a consecuencia de las fuertes lluvias. No obstante, San Felipe registró ráfagas de viento de 256 km/h antes de destruir el anemómetro, y batió el récord de bajas presiones en Guayama.

## Geoestrategia
Desde la colonización europea de Puerto Rico a principios del siglo XVI, la ubicación geográfica de la isla ha sido reconocida por su importancia y accesibilidad estratégica. Durante la era de exploración y la era de la navegación a vela, Puerto Rico fue conocido por el Imperio español como «La Llave de las Indias», por ser la principal área de tierra de América colonizada por los españoles más cercana tanto a Europa como a África continental con acceso abierto al océano Atlántico. Los vientos alisios del norte junto las corrientes oceánicas de las Islas Canarias y del Ecuatorial del Norte naturalmente hicieron de la isla el primer lugar significativo en encontrarse los españoles en ruta hacia el Caribe, Norteamérica, América Central y Sudamérica, regiones donde el Imperio español estableció sus territorios, a menudo llamados simplemente como las «Indias».
Como territorio de Estados Unidos, la geoestratégica ubicación de Puerto Rico fue primordial en la construcción del canal de Panamá, y la defensa del hemisferio occidental contra la operación Neuland de Alemania nazi en la batalla del Caribe durante la Segunda Guerra Mundial. Puerto Rico es apodado un Gibraltar americano,o el «Gibraltar del Caribe», ya que vigila sobre la entrada al Mar Caribe, pasaje marítimo que ofrece acceso hacia América del Norte, América Central y América del Sur, así mismo como el Gibraltar británico vigila el estrecho de Gibraltar, la entrada al mar Mediterráneo desde el océano Atlántico. Similar a Hawái en el medio del océano Pacífico, Puerto Rico en el medio del océano Atlántico fue una parte importante para la proyección marítima del poder estadounidense hacia el extranjero.